# Danh sách thành phố và thị trấn Uganda

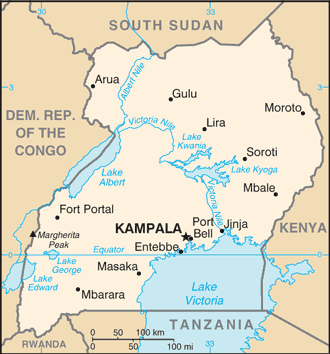
Bản đồ Uganda

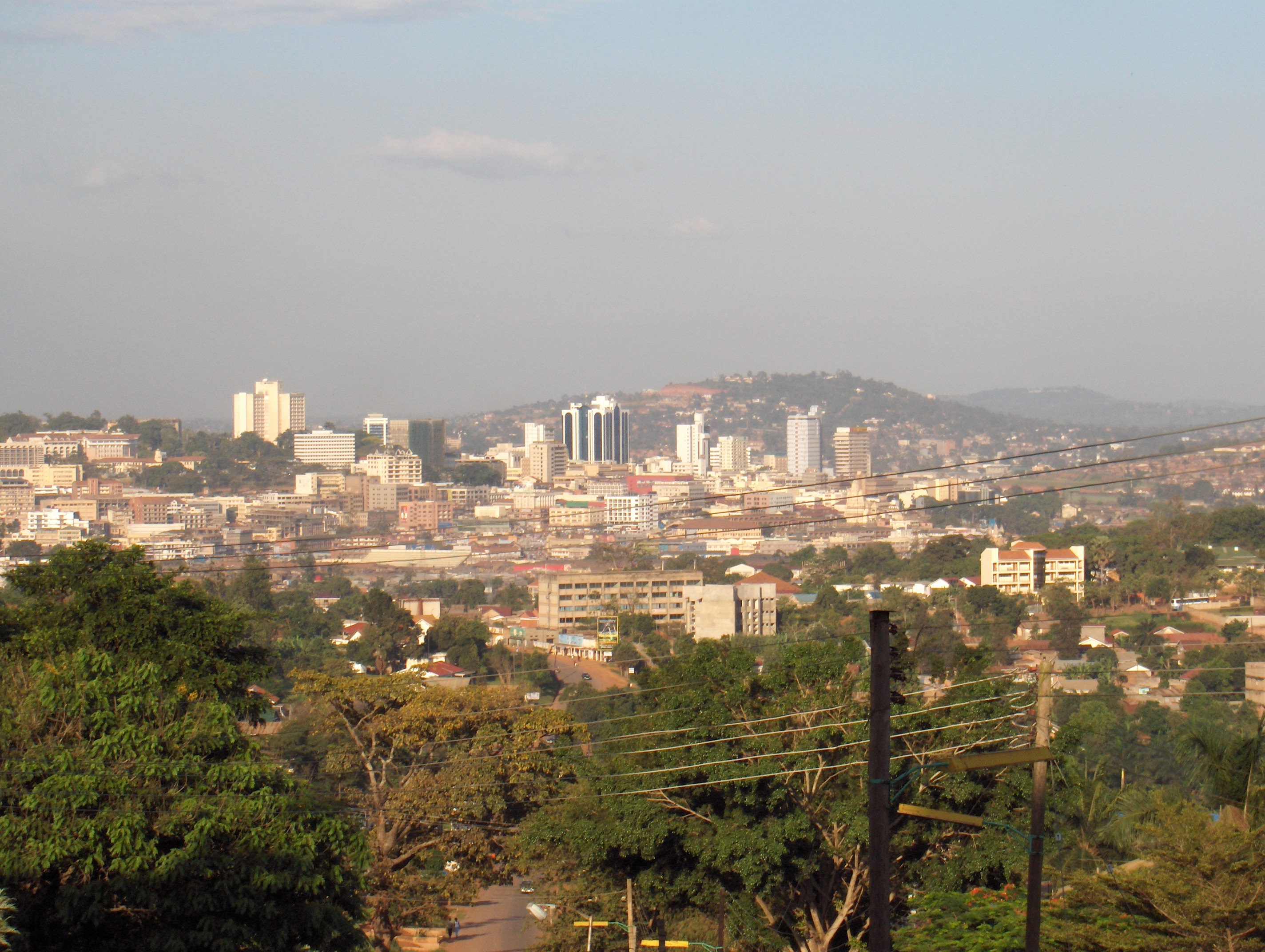
Kampala, Thủ đô của Uganda

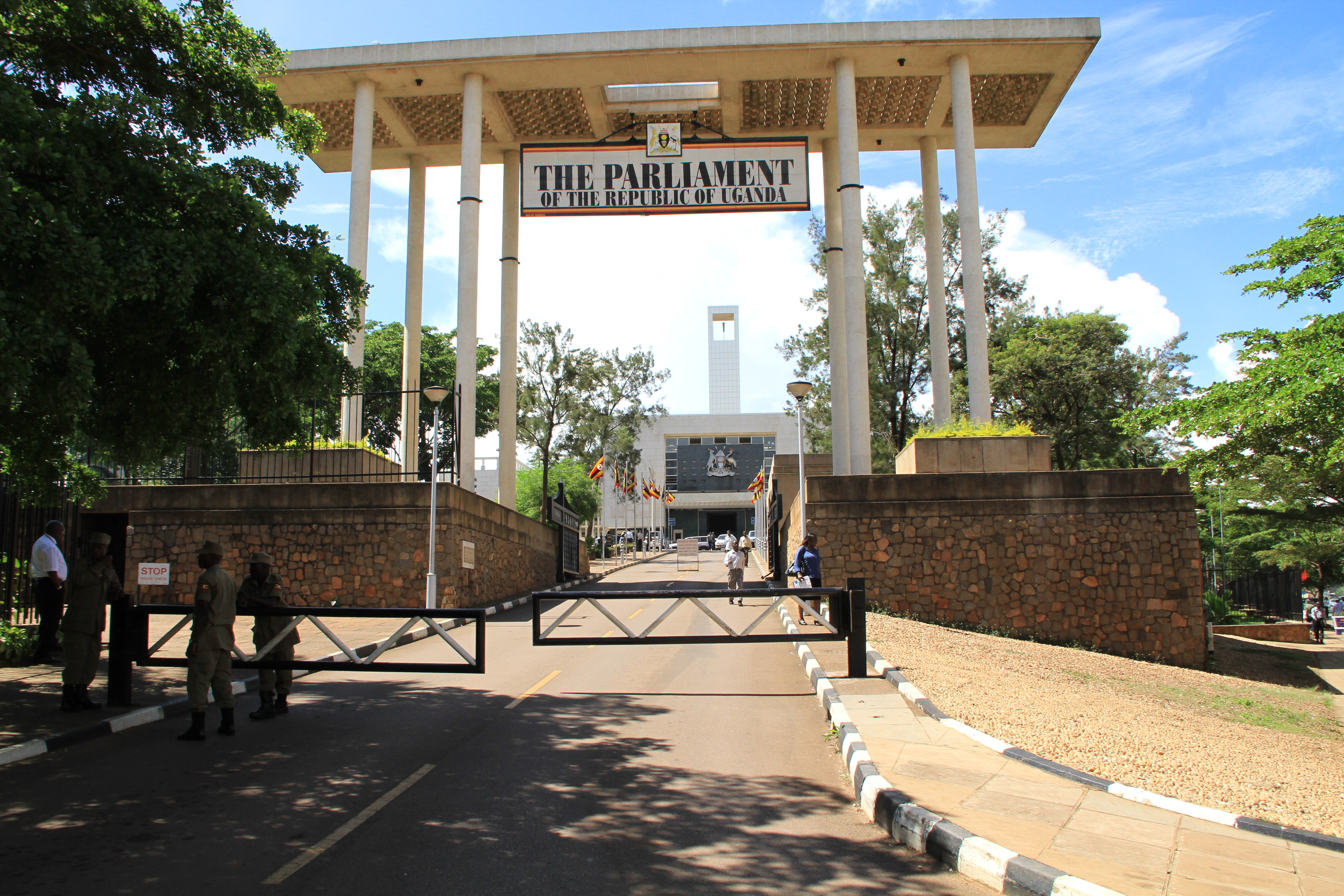
Nghị viện Uganda, Kampala

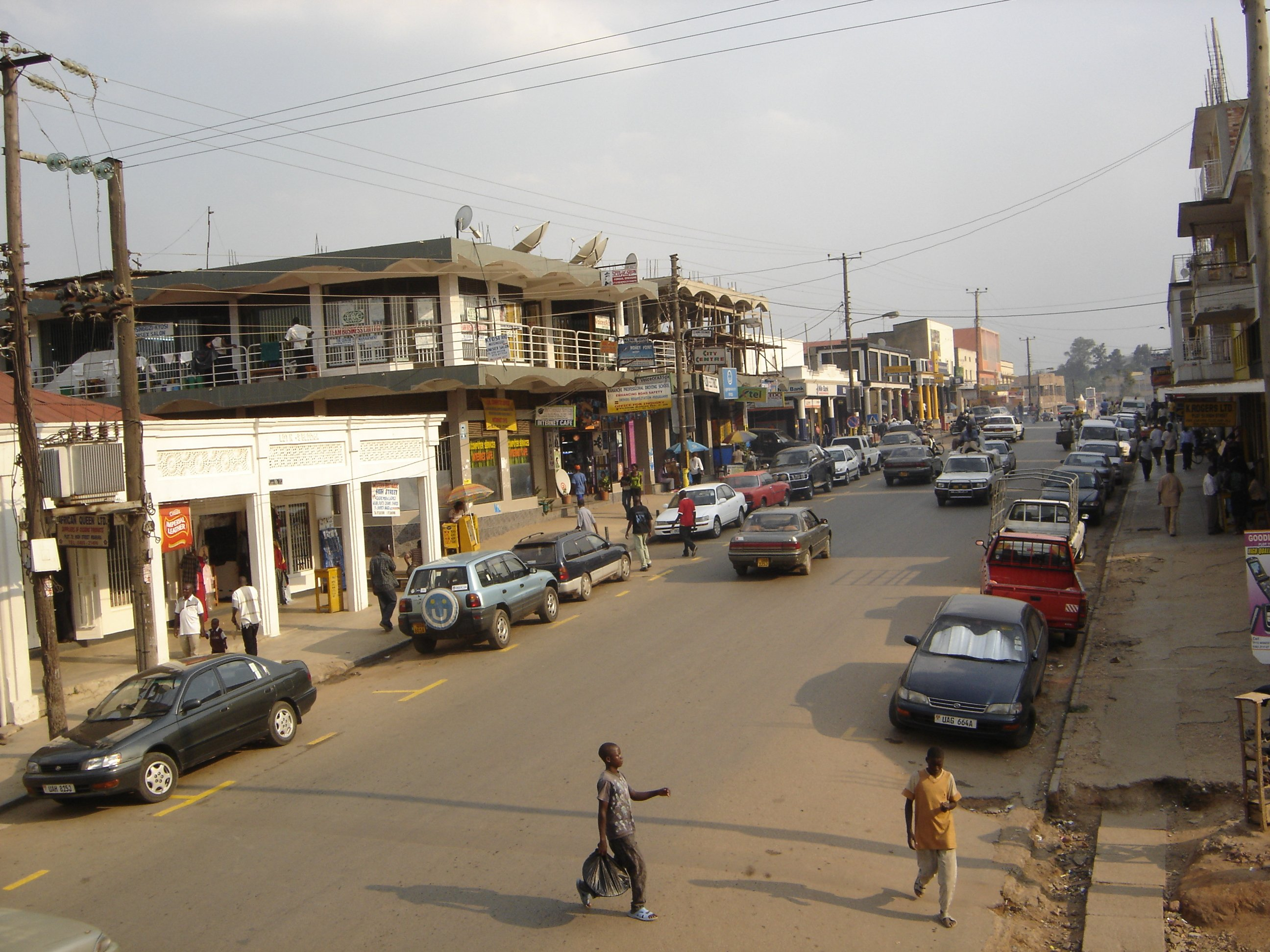
Mbarara

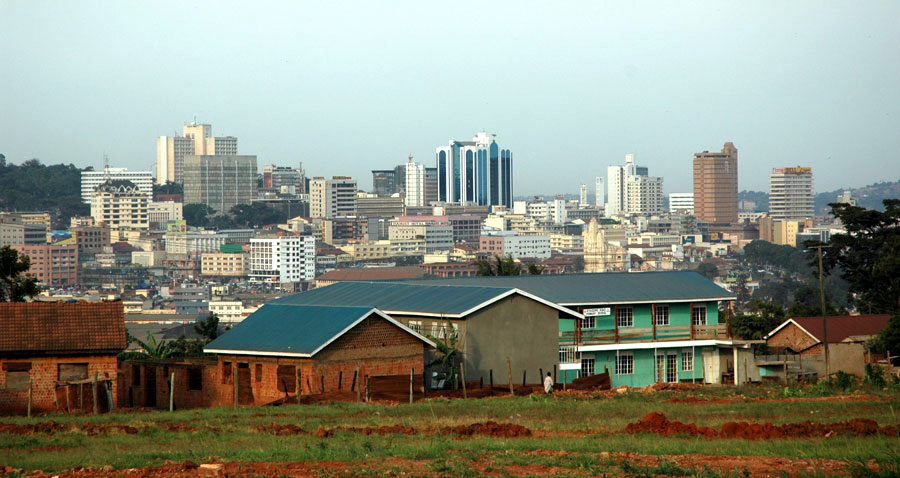
Kampala, Thủ đô Uganda

Đây là danh sách các thành phố và thị trấn ở Uganda: Dữ liệu dân số tính đến năm 2014. Nguồn tham khảo dân số ước tính được trích nguồn ở mỗi bài thành phố và thị trấn nơi có ước tính dân số được đưa ra.

## Hai mươi thành phố lớn nhất theo dân số
Dân số sau lấy từ điều tra dân số quốc gia 2014, được trích từ báo cáo cuối của tháng 11 năm 2016, bởi Cục Thống kê Uganda (UBOS).
| Thứ hạng | Tên                | Điều tra 2014 | Tọa độ                                        |
| -------- | ------------------ | ------------- | --------------------------------------------- |
| 1        | Kampala            | 1.507.114     | 0°18′49″B 32°34′52″Đ / 0,313611°B 32,581111°Đ |
| 2        | Nansana            | 365.857       | 0°21′50″B 32°31′43″Đ / 0,363889°B 32,528611°Đ |
| 3        | Kira               | 317.428       | 0°23′50″B 32°38′20″Đ / 0,397222°B 32,638889°Đ |
| 4        | Makindye/Ssabagabo | 282.664       | 0°14′34″B 32°33′36″Đ / 0,242778°B 32,56°Đ     |
| 5        | Mbarara            | 195.160       | 0°36′48″N 30°39′30″Đ / 0,613333°N 30,658333°Đ |
| 6        | Mukono             | 162.744       | 0°21′36″B 32°45′00″Đ / 0,36°B 32,75°Đ         |
| 7        | Gulu               | 149.802       | 2°46′54″B 32°17′57″Đ / 2,781667°B 32,299167°Đ |
| 8        | Lugazi             | 114.163       | 0°22′08″B 32°56′25″Đ / 0,368889°B 32,940278°Đ |
| 9        | Masaka             | 103.293       | 0°20′28″N 31°44′10″Đ / 0,341111°N 31,736111°Đ |
| 10       | Kasese             | 101.557       | 0°11′12″B 30°05′17″Đ / 0,186667°B 30,088056°Đ |
| 11       | Hoima              | 100.126       | 1°25′55″B 31°21′09″Đ / 1,431944°B 31,3525°Đ   |
| 12       | Lira               | 99.511        | 2°14′50″B 32°54′00″Đ / 2,247222°B 32,9°Đ      |
| 13       | Mityana            | 96.075        | 0°24′02″B 32°02′32″Đ / 0,400556°B 32,042222°Đ |
| 14       | Mubende            | 95.416        | 0°33′27″B 31°23′42″Đ / 0,5575°B 31,395°Đ      |
| 15       | Masindi            | 94.439        | 1°41′01″B 31°43′20″Đ / 1,683611°B 31,722222°Đ |
| 16       | Mbale              | 92.863        | 1°04′50″B 34°10′30″Đ / 1,080556°B 34,175°Đ    |
| 17       | Jinja              | 76.057        | 0°25′24″B 33°12′24″Đ / 0,423333°B 33,206667°Đ |
| 18       | Kitgum             | 75.594        | 3°17′20″B 32°52′40″Đ / 3,288889°B 32,877778°Đ |
| 19       | Entebbe            | 69.430        | 0°03′00″B 32°27′36″Đ / 0,05°B 32,46°Đ         |
| 20       | Njeru              | 68.835        | 0°25′52″B 33°08′52″Đ / 0,431111°B 33,147778°Đ |

## Thành phố
1. Abim - 17.400
2. Adjumani - 43.022
3. Alebtong - 15.100
4. Amolatar - 14.800
5. Amuria - 5.400
6. Amuru
7. Apac - 14.503
8. Arua - 62.657
9. Bombo - 26.370
10. Budaka - 23.834
11. Bugembe - 41.323
12. Bugiri - 29.013
13. Buikwe - 16.633
14. Bukedea - 36.700
15. Bukomansimbi - 9.900 (2012)
16. Bukungu - 19.033 (2013)
17. Buliisa - 28.100
18. Bundibugyo - 21.600
19. Busembatya - 15.700
20. Bushenyi - 41.063
21. Busia - 55.958
22. Busolwe - 16.730
23. Butaleja - 19.519
24. Buwenge - 22.074
25. Buyende - 23.039
26. Dokolo - 19.810
27. Elegu - 5.000 (2012)
28. Entebbe - 69.958
29. Fort Portal - 54.275
30. Gombe, Butambala - 15.196
31. Gulu - 152.276
32. Hima - 29.700
33. Hoima - 100.625
34. Ibanda - 31.316
35. Iganga - 53.870
36. Isingiro - 29.721
37. Jinja - 72.931
38. Kaabong - 23.900
39. Kabale - 49.667
40. Kaberamaido - 3.400
41. Kabuyanda - 16.325
42. Kabwohe - 20.300
43. Kagadi - 22.813
44. Kakinga - 22.151
45. Kakira - 32.819
46. Kakiri - 19.449
47. Kalangala - 5.200
48. Kaliro - 16.796
49. Kalisizo - 32.700
50. Kalongo - 15.000
51. Kalungu
52. Kampala - 1.659.600
53. Kamuli - 17.725
54. Kamwenge - 19.240
55. Kanoni
56. Kanungu - 15.138
57. Kapchorwa - 12.900
58. Kasese - 101.679
59. Katakwi - 8.400
60. Kayunga - 26.588
61. Kibaale - 7.600
62. Kibingo - 15.918
63. Kiboga - 19.591
64. Kihiihi - 20.349
65. Kira - 313.761
66. Kiruhura - 14.300 (2012)
67. Kiryandongo - 31.610
68. Kisoro - 17.561
69. Kitgum - 44.604
70. Koboko - 37.825
71. Kotido - 22.900
72. Kumi - 13.000
73. Kyazanga - 15.531
74. Kyegegwa - 18.729
75. Kyenjojo - 23.467
76. Kyotera - 9.000
77. Lira - 99.059
78. Lugazi - 39.483
79. Lukaya - 24.250
80. Luweero - 42.734
81. Lwakhakha - 10.700
82. Lwengo - 15.527
83. Lyantonde - 8.900
84. Malaba - 18.228
85. Manafwa - 15.800
86. Masaka - 103.829
87. Masindi - 94.622
88. Masindi Port - 10.400 (2009)
89. Masulita - 14.762
90. Matugga - 15.000 (2010)
91. Mayuge - 17.151
92. Mbale - 92.863
93. Mbarara - 195.013
94. Mitooma
95. Mityana - 48.002
96. Moroto - 14.818
97. Moyo - 23.700
98. Mpigi - 44.274
99. Mpondwe - 51.018
100. Mubende - 46.921
101. Mukono - 161.996
102. Mutukula - 15.000 (2009)
103. Nagongera - 11.800
104. Nakaseke - 2.200
105. Nakapiripirit - 2.800
106. Nakasongola - 7.800
107. Namayingo - 15.741
108. Namayumba - 15.205[2]
109. Namutumba - 18.736
110. Nansana - 144.441
111. Nebbi - 34.975
112. Ngora - 15.086
113. Njeru - 81.052
114. Nkokonjeru - 14.000
115. Ntungamo - 18.854
116. Oyam - 14.500
117. Pader - 14.080
118. Paidha - 33.426
119. Pakwach - 22.360
120. Pallisa - 32.681
121. Rakai - 7.000
122. Rukungiri - 36.509
123. Rwimi - 16.256
124. Sanga - 5.200 (2012)
125. Sembabule - 4.800
126. Sironko - 18.884
127. Soroti - 49.452
128. Ssabagabo - 282.664
129. Tororo - 41.906
130. Wakiso - 60.911
131. Wobulenzi - 27.027
132. Yumbe - 35.606